# Giennadij Tunik
Giennadij Isajewicz Tunik, ros. Геннадий Исаевич Туник (ur. 27 maja 1953 w Magadanie) – rosyjski szachista, arcymistrz od 2002 roku.

## Kariera szachowa
W 1984 r. zdobył w Briańsku tytuł mistrza Rosyjskiej Republiki Radzieckiej, natomiast w Ułan Bator podzielił I m. (wspólnie z Jewgienijem Pigusowem). W 1989 r. zwyciężył w Soczi (turniej B), w 1991 r. zwyciężył (wspólnie z Germanem Titowem) w otwartym turnieju w Katowicach, w 1992 r. zajął II m. (za Władimirem Niewostrujewem) w memoriale Aleksandra Alechina w Moskwie, natomiast w 1993 r. zwyciężył w Mińsku oraz podzielił I m. (wspólnie z m.in. Michałem Krasenkowem i Zbynkiem Hrackiem) w Pardubicach. W kolejnych latach nie odnosił już tak licznych sukcesów, m.in. w latach 2003 i 2006 dwukrotnie zwyciężył w Beer Szewie, w 2005 r. podzielił I m. (wspólnie z Wieniaminem Sztyrenkowem) w Ałuszcie, natomiast w 2011 r. podzielił II m. (za Dmitrijem Kokariewem, wspólnie z m.in. Aleksiejem Aleksandrowem, Szaposznikowem i Siemionem Dwojrisem) w Woroneżu.
Najwyższy ranking w karierze osiągnął 1 stycznia 1995 r., z wynikiem 2530 punktów dzielił wówczas 44-46. miejsce wśród rosyjskich szachistów.